# We'll Meet Again
"We'll Meet Again" är en brittisk sång från 1939, med musik och text av Ross Parker och Hugh Charles. Den blev känd genom den brittiska sångerskan Vera Lynn och är en av de mest kända sångerna från andra världskriget.
Sången väckte resonans hos soldater som begav sig ut i strid och hos deras anhöriga som var kvar hemma. Påståendet att "vi kommer att träffas igen" förmedlade såväl optimism som tröst, då många soldater inte skulle komma levande hem igen för att återse sina nära och kära.
Sången gav sitt namn till musikalfilmen We'll Meet Again från 1943, där Vera Lynn spelade huvudrollen. 

## Utdrag ur texten
| ” | We'll meet again, Don't know where, don't know when, But I know we'll meet again, some sunny day. Keep smiling through, Just like you always do, Till the blue skies drive the dark clouds, far away. | „ |

## Inom populärkulturen
- Benny Goodman gjorde en cover tillsammans med Peggy Lee 1942.
- Sången spelas i slutet av Dr. Strangelove eller: Hur jag slutade ängslas och lärde mig älska bomben (1964).
- John Schlesinger använde sången i sin film om amerikanska soldater under världskriget, Yanks (1979).
- I Mupparna från 1979 sjunger Mupparna tillsammans med Dudley Moore och Lily Tomlin sången i filmens slut.
- Johnny Cash spelade in sången på sitt album American IV: The Man Comes Around (2002).